# Lê Cẩn

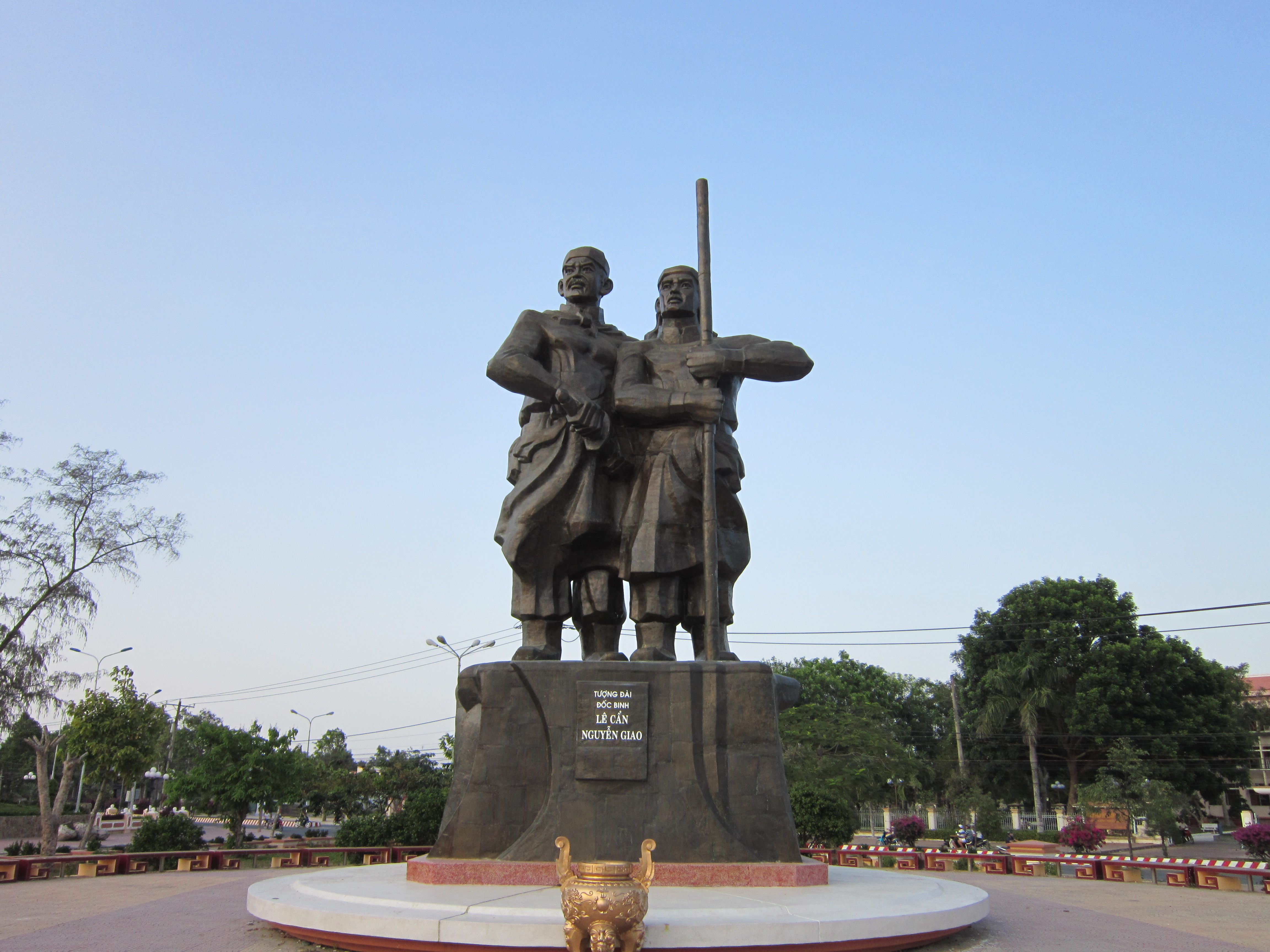
Tượng đài Đốc binh Lê Cẩn - Nguyễn Giao tại ngã ba An Nhơn, thị trấn Vũng Liêm

Lê Cẩn (? - 1872), là một võ quan nhà Nguyễn trong lịch sử Việt Nam. Theo thông tin trên trang website tỉnh Vĩnh Long, thì ông và Nguyễn Giao là đồng thủ lĩnh của cuộc khởi nghĩa kháng Pháp ở Vũng Liêm năm 1872.

## Tiểu sử sơ lược
Chưa rõ quê quán Lê Cẩn, chỉ biết ông nguyên là một võ quan nhà Nguyễn, làm đến chức Đề đốc, nên còn được gọi là Đốc binh Lê Cẩn.
Năm 1858, tàu chiến Pháp nổ súng tấn công Đà Nẵng, kể từ đó, nhiều tỉnh thành ở Nam Kỳ lần lượt mất vào tay quân ngoại xâm.
Ngày 20 tháng 6 năm 1867, quân Pháp tấn công tỉnh thành Vĩnh Long lần thứ hai, dẫn đến cái chết của Phan Thanh Giản, một đại quan có trọng trách giữ thành. Ngay sau đó, quân Pháp ra sức bình định và thiết lập bộ máy cai trị ở đây. Căm hận, một số quan lại đã tập hợp người dân yêu nước cùng đứng lên đánh đuổi quân xâm lược ở nhiều nơi, trong đó có cuộc khởi nghĩa do Đốc binh Lê Cẩn và ông Nguyễn Giao cùng chủ xướng.
Khởi đầu, hai ông cho quân và dân đào hào đấp lũy để ngăn tàu chiến Pháp từ ngoài vàm sông Cổ Chiên chạy vào. Cùng lúc đó, hai ông cũng cho đắp ở ấp Vạn Điền một thành cao để làm nơi đóng quân.
Một đêm vào năm Nhâm Thân (1872), Lê Cẩn và Nguyễn Giao đã tổ chức trận đánh chiếm huyện Vũng Liêm, đốt chợ và giết chết viên Chủ quận tên Thực . Tuy thu được một số thắng lợi nhưng nghĩa quân buộc phải rút đi, khi hay tin quân Pháp đang rầm rộ kéo đến.
Để nhanh chóng ổn định tình hình, nhà cầm quyền Pháp sai Tôn Thọ Tường về Vũng Liêm làm chủ quận. Đồng thời sai Trần Bá Lộc hiệp cùng với Tham biện Alix Salicetty (tục gọi là Bồi Xê  dẫn quân đi trấn áp.

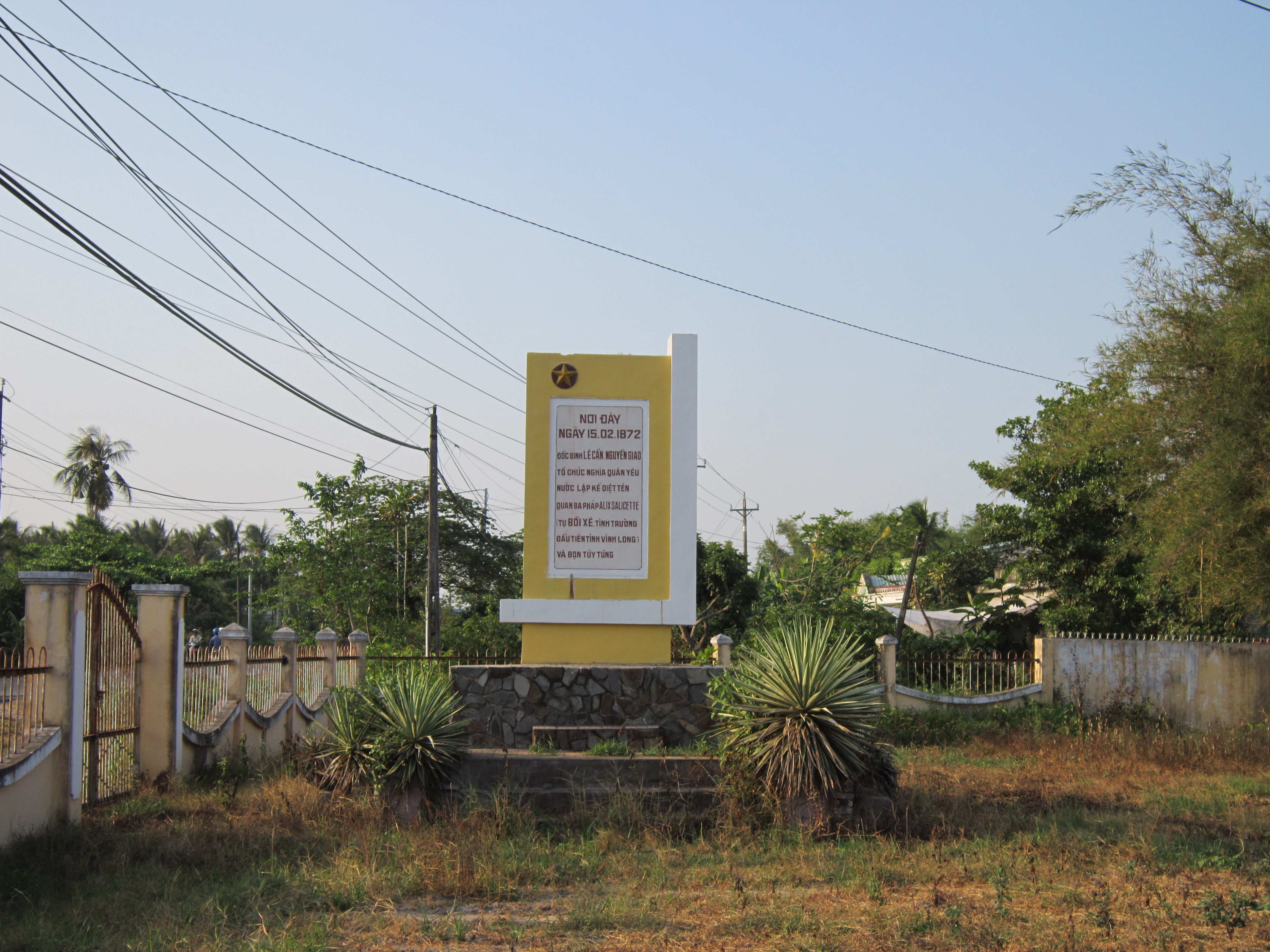
Ngày 15 tháng 2 năm 1872, Alix Salicetty bị giết chết tại đây; nay thuộc ấp Giồng Ké, xã Trung Ngãi, huyện Vũng Liêm

Lê Cẩn và Nguyễn Giao liền giả chước trá hàng. Theo sách Vĩnh Long xưa thì mặc dù Tôn Thọ Tường đã khuyên ngăn nhưng Alix Salicetty vẫn chủ quan, nghênh ngang đến Cầu Vông để nhận sự "đầu hàng" của quân khởi nghĩa. Tác giả kể:
"Đúng ngày hẹn, nhằm ngày 15 tháng 2 năm 1872, Salicetty thân đến vùng Cầu Vông. Nghĩa quân phục kích giết chết Salicetty tại đó" .
Để trả thù, quân Pháp hiệp với lực lượng của Trần Bá Lộc mở cuộc càn quét, và họ đã đốt sạch nhà cửa và bắt giết hết già trẻ gái trai ở nơi ấy .
Một mình làm thủ lĩnh, Nguyễn Giao dẫn tàn quân đi ẩn náu một thời gian, sau cố dấy lên lần nữa nhưng thất bại. Ông bị bắn chết (không rõ năm), khi đang vượt sông Cổ Chiên sang Bến Tre, để tiếp tục chiến đấu.
Hiện nay, phần mộ Đốc binh Lê Cẩn vẫn chưa tìm được, còn thân thể của Nguyễn Giao thì đã trôi mất tích ngay khi ông bị bắn chết.

## Tưởng nhớ
Ở ấp Đầu Giồng (thuộc xã Bình Phú, huyện Càng Long), vào ngày mồng ba Tết hàng năm đều có tổ chức ngày "giỗ hội". Theo lời kể, thì có khoảng 200 người dân đã bị đối phương bắt đưa về đây hành hạ, giết chết rồi vùi xác nơi đây 
Năm 2005, ngành Văn hóa Thông tin Vĩnh Long đã xây dựng tượng đài Đốc binh Lê Cẩn - Nguyễn Giao tại ngã ba An Nhơn, thị trấn Vũng Liêm.

## Tồn nghi
Tuy nhiên, trong bài viết có tựa đề là: Khởi Nghĩa Láng Thé (Vũng Liêm, Vĩnh Long) năm 1872 - Những vấn đề tồn nghi, tác giả Đinh Kim Phúc đã đưa ra một ý kiến như sau:
"Cuộc khởi nghĩa chống Pháp năm 1872 tại Vũng Liêm, Vĩnh Long là một sự thật lịch sử...Về hai nhân vật Lê Cẩn, Nguyễn Giao gắn liền với cuộc khởi nghĩa năm 1872 được trình bày bởi các tài liệu lịch sử địa phương ở Vĩnh Long từ sau năm 1975 là xuất phát từ tài liệu duy nhất "Vĩnh Long xưa" của Huỳnh Minh từ năm 1966. Cho đến nay chúng tôi thấy rằng trong khoảng thời gian từ năm 1947 cho đến năm 1966 không có một tài liệu lịch sử nào khi nhắc đến cuộc khởi nghĩa năm 1872 tại Vĩnh Long mà có tên hai nhân vật Lê Cẩn, Nguyễn Giao".
"Căn cứ vào các tài liệu của giáo sư Trần Văn Giàu, chúng tôi thấy rằng tên nhân vật Nguyễn Văn Chất trong cuộc khởi nghĩa năm 1872 tại Vĩnh Long xuất hiện trước tên hai nhân vật Lê Cẩn, Nguyễn Giao ít nhất là 20 năm và được nhiều tài liệu lịch sử nhắc đến. Điều này bước đầu có thể đặt ra giả thiết: Nguyễn Văn Chất, 60 tuổi chính là thủ lĩnh chỉ huy cuộc khởi nghĩa năm 1872 tại Vũng Liêm, Vĩnh Long."
Cuối cùng, tác giả kiến nghị:
"Để góp phần làm sáng tỏ tính chất và người lãnh đạo cuộc khởi nghĩa năm 1872 tại Vũng Liêm, Vĩnh Long, chúng tôi đề nghị các cơ quan chức năng của tỉnh Vĩnh Long sớm tổ chức các cuộc hội thảo khoa học về chủ đề này để giải mã những tồn nghi mà chúng tôi đặt ra".

## Sách tham khảo
- Nguyễn Q. Thắng-Nguyễn Bá Thế, Từ điển nhân vật lịch sử Việt Nam. Nhà xuất bản Khoa học Xã hội, Hà Nội, 1992.
- Huỳnh Minh, Vĩnh Long xưa. Nhà xuất bản Thanh Niên in lại năm 2002.